# Martijn Kolkman
Martijn Alexander Kolkman (Haarlem, 22 april 1978) is een Nederlands radio-dj.

## Biografie

### Carrière
Kolkman begon op zijn dertiende bij de lokale omroep Radio Plus in IJmuiden. Zijn doorbraak bij de landelijke radio kwam in mei 1998, toen hij werd aangenomen bij Radio 538 als dj en Assistent Music Director. Hier bleef hij tot september 2004, waarna hij de overstap maakte naar Yorin FM. Na hier een jaar te hebben gewerkt, maakte hij op 1 september 2005 de overstap naar het startende radiostation Qmusic. Daar presenteerde hij verschillende programma's op weekdagen in de ochtend, avond (waaronder MartijnAir) en in het weekend. Vanaf oktober 2018 was hij van dinsdag t/m vrijdag in de nacht te horen van 00:00 tot 02:00 uur. Op 1 september 2020, precies 15 jaar na zijn start bij Qmusic, maakt hij zijn laatste programma bij deze zender.
Eind april 2021 keerde Kolkman terug op de landelijke radio bij Radio 10. Hier presenteerde hij eerst een ochtendprogramma in het weekend, maar vanaf januari 2023 verhuisde hij naar de doordeweekse programmering van 10.00 tot 12.00 uur.
Naast zijn presentatiewerk spreekt hij reclamespots in.
Kolkmans stem is ook te horen op de televisie, waar hij de voice-over is van televisieprogramma's op SBS6, Net5 en RTL 5, waaronder Hart van Nederland, Masterchef, Shownieuws, Altijd Jong, Hell's Kitchen, Bondi Rescue en Miljoenenjacht.

### Prijzen
In januari 2020 won het nachtprogramma van Kolkman De Nachtwacht Award-verkiezing voor het beste nachtprogramma van Nederland. Het jaar daarvoor eindigde het programma als tweede.